# Codergocrina
Codergocrina é um alcalóide do ergot, usado para aliviar os sinais e sintomas do comprometimento cognitivo relacionado à idade em pacientes com demência relacionada ao envelhecimento ou associada à doença de Alzheimer, uma condição na qual a memória e a capacidade de pensar, comunicar e comunicar do paciente , aprender e lidar com as atividades diárias são prejudicados lentamente. Este medicamento não é recomendado para uso em crianças.

## Usos
A codergocrina é usada para o tratamento de demência e degeneração cognitiva relacionada à idade (como por exemplo, o Alzheimer), e também como cuidado na recuperação de pacientes vítimas de Derrame.
Uma revisão sistemática publicada em 1994 encontrou poucas evidências para apoiar o uso de mesilatos ergoloides, concluindo apenas que doses potencialmente eficazes podem ser maiores do que as atualmente aprovadas no tratamento da demência.[2]
Os comprimidos de mesilato ergoloide USP para uso sublingual contêm 1 mg de mesilatos ergoloides USP, uma mistura do sal metanossulfonato dos seguintes alcalóides hidrogenados: mesilato de di-hidroergocornina 0,333 mg, mesilato de di-hidroergocristina 0,333 mg, mesilato de di-hidroergocriptina 0,333 mg.[3]
Tem sido usado para tratar a hiperprolactinemia (níveis elevados de prolactina).[4]
O uso de alcaloides ergoloides para demência tem sido cercado de incertezas. Em 2000, uma revisão sistemática da Cochrane concluiu que a hydergine foi bem tolerada e mostrou efeitos de tratamento significativos quando avaliada por classificações globais ou escalas de classificação abrangentes. O pequeno número de ensaios disponíveis para análise, no entanto, limitou a capacidade de demonstrar efeitos moderadores estatisticamente significativos em certos subgrupos (por exemplo, idade mais jovem, dosagem mais alta, doença de Alzheimer).[5]

## Contraindicações
Ergoloid é contra-indicado em indivíduos que já demonstraram hipersensibilidade ao medicamento. Eles também são contraindicados em pacientes com psicose, aguda ou crônica, independentemente da etiologia.[6] As interações medicamentosas específicas são desconhecidas, mas foi alegado que existem múltiplas interações potenciais.[6]

## Efeitos Colaterais
Os efeitos adversos são mínimos. Os mais comuns incluem náuseas transitórias e dependentes da dose e distúrbios gastrointestinais,[7] e irritação sublingual com comprimidos de SL. Outros efeitos colaterais comuns incluem:[6][8]
- Cardiovascular: hipotensão ortostática, bradicardia
- Dermatológica: erupção cutânea, rubor
- Ocular: visão turva
- Respiratório: congestão nasal

Como resultado dos efeitos mencionados em último lugar, o uso de derivados de ergolina para o tratamento de distúrbios da circulação sanguínea, problemas de memória, problemas de sensação e tratamento da enxaqueca não é mais permitido em alguns países da UE, porque acredita-se que os riscos superam quaisquer benefícios .[9] No entanto, essa preocupação pode estar suprimindo desnecessariamente o uso de medicamentos de ergolina.[11]

## Farmacologia

### Mecanismo de ação
Apesar do fato de que essa droga tem sido usada no tratamento da demência por muitos anos, seu mecanismo de ação ainda não está claro.[7] Estimula os receptores dopaminérgicos e serotoninérgicos e bloqueia os alfa-adrenorreceptores.[12] Estudos atuais implicam que o principal efeito da hydergine pode ser a modulação da neurotransmissão sináptica em vez de apenas aumentar o fluxo sanguíneo como se pensava.[13] Uma característica proeminente que acompanha o envelhecimento é um aumento nos níveis de monoamina oxidase (MAO).[14] Isso resulta na diminuição da disponibilidade de catecolaminas na fenda sináptica. Em um estudo, uma interação entre a idade e o tratamento com hydergine foi observada no hipotálamo, hipocampo e cerebelo. O efeito hydergine foi mais pronunciado no grupo idoso no hipotálamo e cerebelo, e mais pronunciado no adulto no hipocampo. Esses achados implicam que o aumento da atividade cerebral da MAO no envelhecimento pode ser modificado pelo tratamento com hydergine em algumas regiões do cérebro.